# ألما ريد
ألما ريد (بالإنجليزية: Alma Reed)‏ هي صحفية أمريكية، ولدت في 1889 في سان فرانسيسكو في الولايات المتحدة، وتوفيت في 1966 في مدينة مكسيكو في المكسيك.